# فولك روجارد
برور أكسل فولك بير روجارد (بالسويدية: Folke Rogard)‏ (6 يوليو 1899 - 11 يونيو 1973) كان محامي سويدي، ولاعب وحكم في لعبة الشطرنج ولقد شغل منصب رئيس الاتحاد الدولي للشطرنج بين عامي 1949-1970.